# Vladimir Đurđević (pesnik)
Hadži Vladimir Đurđević (Valjevo, 3. jun 1997) je srpski pesnik, sociolog, putnik i avanturista. Autor je više zbirki poezije koje se bave temama ljubavi, identiteta, društvenih nepravdi i unutrašnjih borbi pojedinca. Pored književnog rada, Đurđević je i diplomirani sociolog koji se bavi istraživanjima religije, kulture i savremenih oblika društvene solidarnosti.
Široj javnosti prepoznat kao jedan od prvih mladih srpskih backpackera i avanturista, poznat po svojim autentičnim, niskobudžetnim putovanjima širom sveta.

## Biografija
Hadži Vladimir Đurđević rođen je 3. juna 1997. godine u Valjevu, gde je završio osnovnu i srednju ekonomsku školu. Prvu zbirku poezije objavio je sa samo 16 godina. Godine 2017. upisuje Filozofski fakultet Univerziteta u Beogradu, smer sociologija, gde je diplomirao, a zatim nastavio master studije iz sociologije religije.
Tokom svojih akademskih i profesionalnih aktivnosti živeo je i radio u više zemalja sveta, uključujući SAD, Ukrajinu i Nemačku , gde je sticao interkulturalna iskustva i aktivno učestvovao u programima razmene, volonterskog rada i istraživačkog angažmana. Trenutno je na master studijama iz oblasti sociologije religije.

### Putovanja
Paralelno sa studijama, Đurđević započinje intenzivna putovanja kao jedan od prvih mladih bekpekera u Srbiji. Još 2015. godine sa minimalnim budžetom kreće na svoje prvo veliko putovanje kroz Evropu koristeći Interrail Global Pass kartu. Tokom tog putovanja obišao je više evropskih država, upoznao razne kulture i stekao dragoceno iskustvo slobodnog i nezavisnog putovanja.
U godinama koje slede, Đurđević nastavlja da putuje širom sveta, često boraveći nedeljama i mesecima u različitim regijama. Do danas je obišao više od 55 država na četiri kontinenta, uključujući većinu zemalja Evrope, Severne i Južne Amerike, veliki deo Azije, a uskoro planira i putovanje kroz centralni deo Afrike.
Njegova putovanja su uvek niskobudžetna, autentična i usmerena ka susretima sa lokalnim ljudima i načinima života. Po takvom načinu života i istraživanju sveta postao je prepoznatljiv u široj javnosti u Srbiji, a njegovo iskustvo je predstavljeno i u pojedinim stranim medijima.

## Književna dela
- Pali anđeo (2013) – prva zbirka poezije, objavljena uz podršku Ekonomske škole Valjevo. Sadrži 30 pesama ljubavne i društvene tematike.
- Ja te ne volim (2016) – druga zbirka poezije, prepoznatljiva po snažnim emocijama, provokativnom izrazu i refleksiji savremenih odnosa. Druga zbirka poezije "Ja te ne volim" objavljena uz posredovanje grada Valjeva, i kabineta gradonačelnika. [6]Autor otkriva nove poglede na svet, pa se druga zbirka poezije tematski razlikuje od prve zbirke. Promocija druge zbirke održana je u Matičnoj biblioteci "Ljubomir Nenadović", najstarijoj ustanovi iz oblasti kulture u Valjevu.